# 南牧バス

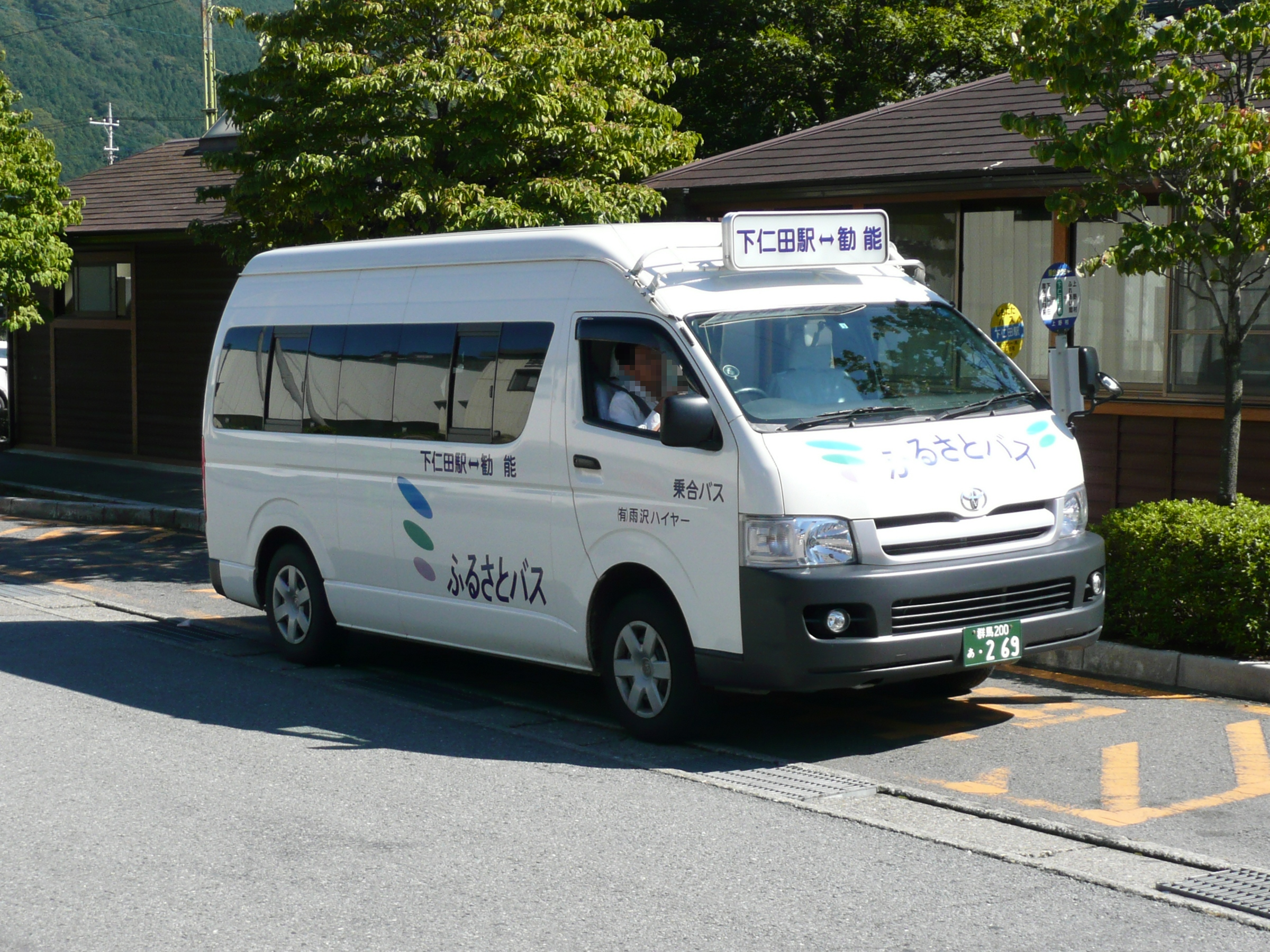
南牧バス

南牧バス（なんもくバス）は、群馬県甘楽郡南牧村のコミュニティバスである。雨沢ハイヤーが受託している。

## 現行路線
- 下仁田駅 - 宮室 - 役場前 - 砥沢 - 勧能 - 熊倉
  - 勧能 - 熊倉間は冬期は水曜日のみ運行。

## 運賃
- 区間制